# Thing Fish
Thing Fish trostruki je vinilin album Frank Zappe koji izlazi godine 1984. Izdavačka kuća Rykodisc godine 1995. izdaje digitalno reizdanje albuma na dva CD-a.

## Popis pjesama

### Originalno izdanje (1984 na Vinilu)

#### Strana prva
1. "Prologue"  – 2:56
2. "Mammy Nuns"  – 3:31
3. "Harry and Rhonda"  – 3:36
4. "Galoot Up-Date"  – 5:27

#### Strana druga
1. "'Torchum' Never Stops"  – 10:32
2. "That Evil Prince"  – 1:17
3. "You Are What You Is"  – 4:31

#### Strana treća
1. "Mudd Club"  – 3:17
2. "Meek Shall Inherit Nothing"  – 3:14
3. "Clowns on Velvet"  – 1:51
4. "Harry-as-a-Boy"  – 2:34
5. "He's So Gay"  – 2:44

#### Strana četvrta
1. "Massive Improve'lence"  – 5:07
2. "Artificial Rhonda"  – 3:32
3. "Crab-Grass Baby"  – 3:48
4. "White Boy Troubles"  – 3:34

#### Strana peta
1. "No Not Now"  – 5:49
2. "Briefcase Boogie"  – 4:10
3. "Brown Moses"  – 3:01

#### Strana šesta
1. "Wistful Wit a Fist-Full"  – 4:00
2. "Drop Dead"  – 7:56
3. "Won Ton On"  – 4:19

### Reizdanje (1995 na CD-u)

#### Prvi disk
1. "Prologue"  – 2:56
2. "Mammy Nuns"  – 3:31
3. "Harry and Rhonda"  – 3:36
4. "Galoot Up-Date"  – 5:27
5. "'Torchum' Never Stops"  – 10:32
6. "That Evil Prince"  – 1:17
7. "You Are What You Is"  – 4:31
8. "Mudd Club"  – 3:17
9. "Meek Shall Inherit Nothing"  – 3:14
10. "Clowns on Velvet"  – 1:51
11. "Harry-as-a-Boy"  – 2:34
12. "He's So Gay"  – 2:44
13. "Massive Improve'lence"  – 5:07
14. "Artificial Rhonda"  – 3:32

#### Drugi disk
1. "Crab-Grass Baby"  – 3:48
2. "White Boy Troubles"  – 3:34
3. "No Not Now"  – 5:49
4. "Briefcase Boogie"  – 4:10
5. "Brown Moses"  – 3:01
6. "Wistful Wit a Fist-Full"  – 4:00
7. "Drop Dead"  – 7:56
8. "Won Ton On"  – 4:19

## Popis glazbenika i ostalih osoba s albuma
- Frank Zappa – skladatelj, direktor, vokal, producent, Synclavier, gitara
- Tommy Mars – klavijature, vokal
- David Ocker – Synclavier
- Mark Pinske – engineer
- Scott Thunes – vokal, bas-gitara
- Johnny "Guitar" Watson – vokal
- Ray White – vokal, gitara
- Chuck Wild – klavir
- Jay Anderson – bas
- Ed Mann – udaraljke
- Chad Wackerman – bubnjevi, vokal
- Ike Willis – vokal, gitara
- Dale Bozzio – vokal,
- Arthur Barrow – bas-gitara
- Terry Bozzio – bubnjevi, vokal,
- Napoleon Murphy Brock – vokal,
- Steve DeFuria – Synclavier
- Bob Harris – klavijature, vokal,
- Steve Vai – gitara

## Vanjske poveznice
- Lyrics and album information
- Release details